# Sympetrinae
Die Sympetrinae sind eine Unterfamilie der Segellibellen (Libellulidae) innerhalb der Unterordnung der Großlibellen (Anisoptera). 

## Merkmale
Die Sympetrinae werden von den Vertretern anderer Unterfamilien vor allem durch spezifische Merkmale der Flügeladerung abgegrenzt. Sie besitzen hier zusätzliche Quaradern im Cubitoanalfeld, die anderen Taxa fehlen. Außerdem fehlt bei den Larven aller Sympetrinae der Borstenkamm zwischen dem Scheitel und dem Hinterkopf, wie er im Bauplan der Haplohamulida, zu denen auch alle Segellibellen gehören, vorhanden ist.

## Systematik
Neben der namensgebenden Typgattung der Heidelibellen (Sympetrum) beinhalten die Sympetrinae Vertreter weiterer zwanzig Gattungen, die in die beiden Tribus Sympetrini und Leucorrhiniini aufgeteilt werden. Das Taxon wurde 1917 von Tillyard eingerichtet und 1940 von Tillyard & Frazer bestätigt; eine Eingrenzung als Sympetrinae sensu stricto erfolgte 1996 durch Günter Bechly. Enthalten sind die folgenden Gattungen:
- Acisoma Rambur, 1842 – 6 Arten
- Brachythemis Brauer, 1868 – 6 Arten
- Bradinopyga Kirby, 1893 – 4 Arten
- Crocothemis Brauer, 1868 – 9 Arten
- Cyanothemis Ris, 1915 – 1 Art
- Deielia Kirby, 1889 – 2 Arten
- Diplacodes Kirby, 1889 – 10 Arten
- Erythemis Hagen, 1861 – 10 Arten
- Erythrodiplax Brauer, 1868 – 62 Arten
- Indothemis Ris, 1909 – 2 Arten
- Nannodiplax Brauer, 1868 – 1 Art
- Nesogonia Kirby, 1898 – 1 Art
- Neurothemis Brauer, 1867 – 19 Arten
- Nothodiplax Belle, 1984 – 1 Art
- Pachydiplax Brauer, 1868 – 1 Art
- Pseudoleon Kirby, 1889 – 1 Art
- Rhodopygia Kirby, 1889 – 5 Arten
- Rhodothemis Ris, 1909 – 4 Arten
- Sympetrum Newman, 1833 – 54 (rezente) Arten
- Viridithemis Fraser, 1960 – 1 Art
- Ypirangathemis Santos, 1945 – 1 Art